# МР-355
MP-355 — травматический пистолет, производимый Ижевским механическим заводом, путём переделки боевых автоматических пистолетов Стечкина (АПС).

## Преимущества
Пистолет производился путём переделки из боевых АПС, которые, в свою очередь, высоко ценятся в силовых структурах стран бывшего СССР, что придаёт высокую историческую и коллекционную ценность оружию. Также он имеет хорошую продажную комплектацию, в комплекте идут четыре оригинальных магазина, с ограничителем на 10 патронов, и оригинальная кобура-приклад.

## Недостатки
Большие габариты пистолета и относительно высокая масса (1,22 кг) для некоторых владельцев с небольшой комплекцией тела в некоторых случаях делают его неудобным для скрытного ношения и активной самообороны.

## Стран-эксплуатанты
- Россия
- Казахстан - после разрешения 1 января 2008 года приобретения травматического оружия в стране было продано некоторое количество травматических пистолетов MP-355. 2 апреля 2014 года парламент Казахстана установил запрет на владение и использование травматического оружия гражданскими лицами[1]. 29 октября 2014 года было принято решение о выкупе ранее проданного травматического оружия у владельцев[2], однако травматическое оружие по-прежнему разрешено в качестве служебного оружия частных охранных структур[3]